# Славянск (станция)
Славянск — узловая грузопассажирская железнодорожная станция Лиманской дирекции Донецкой железной дороги на пересечении четырёх линий: Лозовая — Славянск, Славянск — Лиман, Славянск — Горловка, Славянск — Славянск-Ветка между станциями Шидловская (12 км), Шпичкино (10 км) и Машчермет (3 км). От станции ответвляется железнодорожная линия до станции Славянск-Ветка. Расположена в одноимённом городе Краматорского района Донецкой области.

## История
24 декабря 1869 года (5 января 1870) состоялось торжественное открытие участка казённой Курско-Харьковско-Азовской железной дороги от станции Лозовая до станции Константиновка. За 4 км от Славянска построили железнодорожную станцию 2-го класса Славянск и пристанционный поселок Новославянск. Из-за высоких капитальных затрат на строительство железной дороги ни один подрядчик не соглашался на строительство городской железной дороги поскольку земля в городе была дорогая, а также необходимо было снести ряд зданий. Славянская дистанция пути испытывала технические и материальные затруднения при строительстве городской линии.
В 1887 году на насыпи из ракушняка, извлечённого земснарядом со дна реки Торец, была проведена Славянская городская железнодорожная линия от станции Славянск до станции Славянск-Ветка. Сооружение городской линии дало новый толчок в развитии города и курорта. В течение 1892—1894 годов Славянская городская железнодорожная линия была доведена до курорта и строилась до содового завода. Конечный пункт городской линии — платформа Славянских минеральных вод в курортном парке, обслуживавшая район курорта, взятого в 1892 году под государственную охрану.

В 1896 году вместо платформы Минеральные Воды построена станция, получившая название — Рапна.

Фотографии станции Славянск
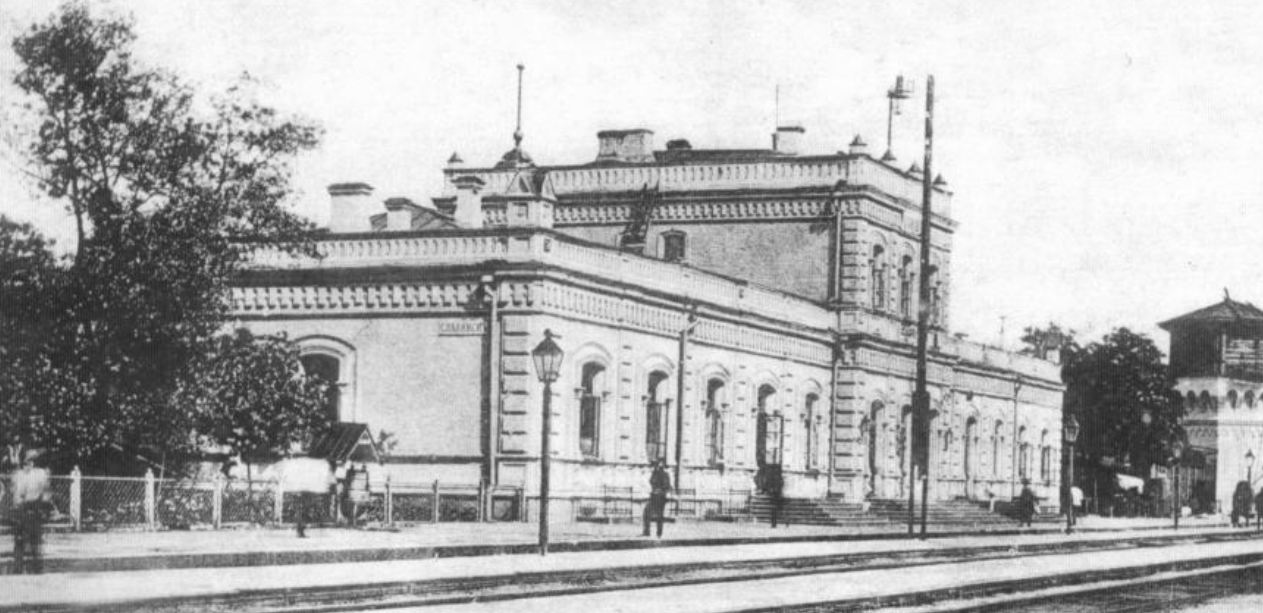
Вокзал станции Славянск ЮЖД
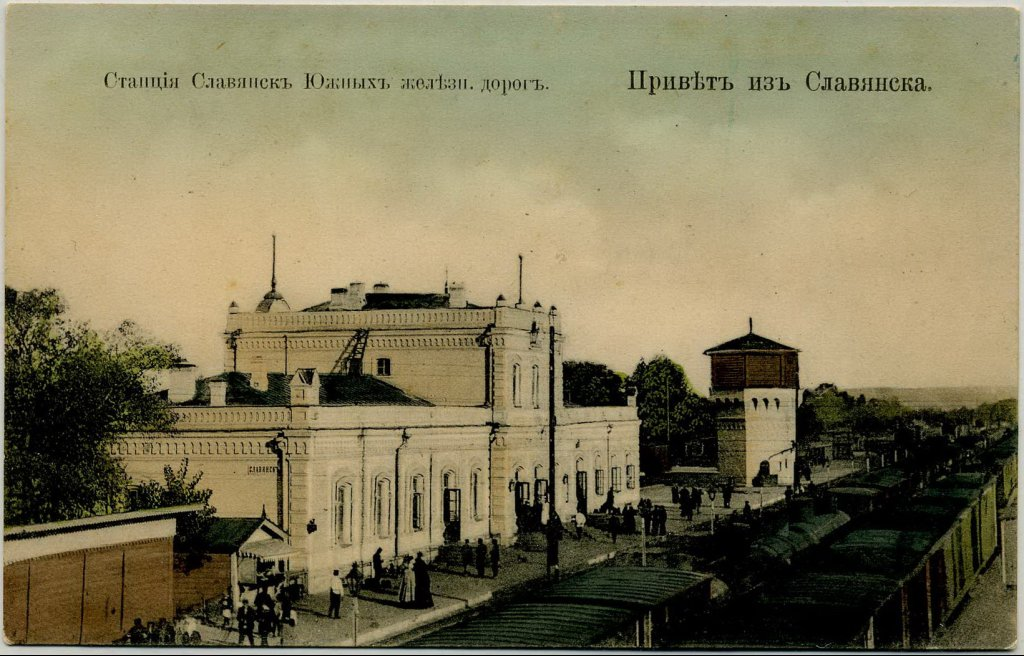
Старая открытка «Привет из Славянска»
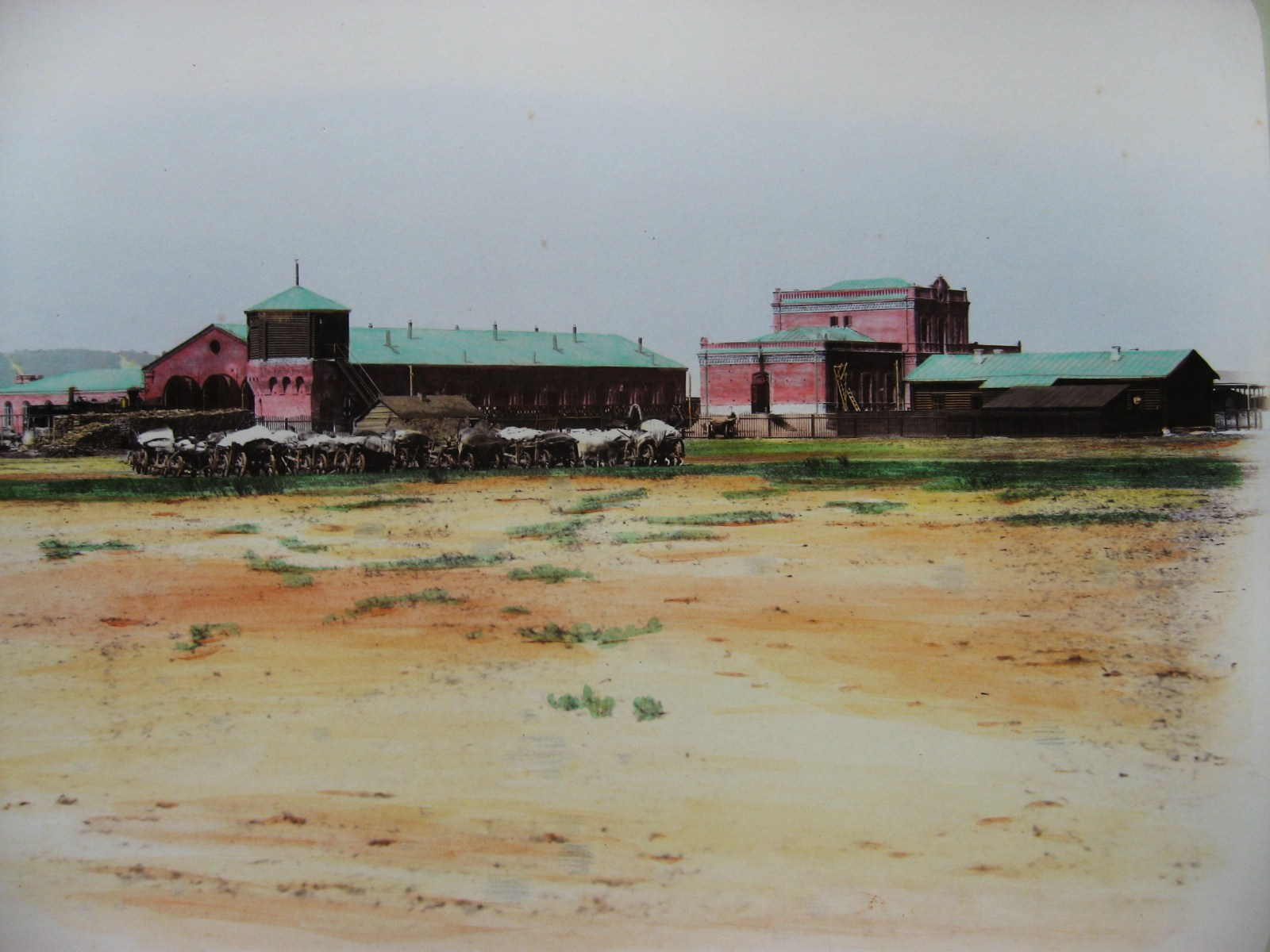
Станция Славянск в конце XIX века

К 1911 году было закончено строительство участка Лиман — Краматорск и в непосредственной близости от Славянска на территории курорта была открыта станция Славянск-Курорт. Позже от Славянск-Курорта (Северо-Донецкая железная дорога) появился подъездной путь к содовому заводу — выход на станцию Соль-Заводы. Так, на территории Славянского курорта оказались две пассажирские станции — государственная Рапна и частная Славянск-Курорт.
Первая станция на линии так и называлась — Славянск-Ветка (находилась напротив современного автовокзала). Существует и поныне, но в очень уменьшенном варианте — многие станционные пути разобраны. Между станциями Славянск и Славянск-Ветка была обширная промышленная зона. Вторая станция — Соль-Заводы, которая располагалась на границе между городской и курортной территорией (ныне — не существует, как и участки линии от района автовокзала до курорта, остались лишь руины вокзала). От района Соль-Завода железная дорога направлялась к кирпичному (северному направлению), содовому (восточному направлению) заводам и третьей станции — Рапна. Участок Соль-Завод — Рапна была сплошной промышленной зоной и складами, жилых домов почти не было. По этому участку курсировало несколько поездов одновременно, их движением руководил диспетчер на станции Славянск. Сначала использовались ручные стрелочные переводы, затем их автоматизировали.
Пассажирские остановки на линии были следующие: первая остановка называлась Новославянская — по названию железнодорожного посёлка. Расположена была в районе переезда через улицы Димитрова и в народе называлась Строймаш. Местность от железнодорожного вокзала до района автостанции, по которой проходила городская линия, раньше была местами заболоченной, однако встречались и жилые дома. Позже возникла промзона и остановка «Керамический завод» у Заготзерно, Вечного огня в районе переезда через улицу Свердлова, поэтому в народе называли остановку по разному: «Заготзерно», «Вечный огонь», «Керам». Дальше шла остановка «Городская» — напротив нынешней автостанции (с автовокзалом) и БК им. Артёма. Это уже была территория грузовой станции Славянск-Ветка. Эти остановки возникли уже в годы советской власти.
Недалеко от пересечения улиц Железнодорожной (Юных Коммунаров, первое название — Котлярова (по фамилии первого поселенца) и Харьковской (Шевченко) находился павильон одной из первых дореволюционных остановок линии — Котлярова, там и сейчас существует остановка общественного транспорта. После постройки земством Городского банка в 1903 году земство (магазин № 19) остановку перенесли на другую сторону и дальше от вокзала и переименовали в Банковскую. Во времена советской власти в павильоне остановки был молочный магазин.
Пригородный (рабочий) поезд Славянск — Рапна долгое время оставался единственным транспортом между городом и станцией Славянск. Он состоял из 3—7 деревянных пассажирских вагонов зеленого цвета под паровозом СУ или реже под паровозом Ов . От станции Славянск первый поезд отправлялся в 04:30, с Рапной — в 05:12, всегда был заполнен спешащими на работу пассажирами. По преданию, вагоны были облеплены людьми, ездили даже на ступенях вагонов. Днем поезд по городской линии курсировал с интервалом 1—2 часа. В выходные дни назначалась дополнительная пара пригородных поездов в Соль-Завод. Стоимость проезда в поезде колебалась в пределах 5—7 копеек.
Во время Великой Отечественной войны от станции Славянск до станции Славянск-Курорт пролегала узкоколейная железная дорога, трассу которой в настоящее время полностью повторяет троллейбусный маршрут № 2. Эта узкоколейка использовалась как основная коммуникация вермахта в Славянске и на Славянск-Курорт во время боев в 1942—1943 годах. Прямые подтверждения такого мнения в письменных источниках до сих пор не найдены, однако есть данные о том, что эпизодическое пассажирское сообщение на ветке существовало и во время оккупации. В начале июля 1943 года, перед Изюм-Барвенковской наступательной операцией советских войск, городская управа по приказу немецкого командования отправила рабочих города бесплатным поездом на Славянск-Курорт, где в то время оставался только парк. Поезд отправлялся со станции Славянск в 09:00, а возвращался обратно в 18:00.
По окончании войны возобновлено регулярное движение поездов по ветке после её небольшого обновления (необходимо было заменить стрелочный перевод на станцию Рапна) в июне 1945 года, причем ветка работала и ночью: на летний период было назначено 8 рейсов в сутки. От станции Славянск поезд отправлялся в 01:10, 04:12, 06:10, 08:10, 13:26, 15:25, 18:00, 22:00, от Рапной — в 00:07, 02:12, 05:07, 07:07, 09:05, 14:22, 16:51 и 20:02. Поезд был согласован с поездами Славянск — Сталино, Языковое — Краматорск, Москва — Тбилиси и другими кавказскими направлениями. Поезда несколько месяцев не останавливались на платформе Банковой, в результате чего она была разрушена и не восстановлена до открытия движения из-за несогласованных действий ведомств из-за того, что по плану реконструкции города ветки не должно было быть. Пассажиры в/из центра в то время были вынуждены идти либо на остановку «Городская», либо на «Шнурковскую».
Летом 1950 года (ко Дню железнодорожника) закончилось строительство павильона вокзала станции Рапна. Новый вокзал, кроме летних павильонов, расположенных по бокам, имел зимний зал ожидания, билетную кассу, комнаты для агентов курорта, работников станции.
В 1950—1960-х годах в районе Соль-Завода начали проваливаться здания и пристройки. Существуют данные о том, что в 1950-х под землю ушел дом с живностью. Правда, подобное случалось и раньше: считается, что озеро Рапное образовалось ещё при Петре I в результате ухода одного из соледобывающего завода под землю (говорили, что земля «лопнула» (укр. «репнула») и в те времена можно было нырнуть и добраться до заводской трубы), а Вейсово — в результате провала с последующим проседанием грунта. Кроме того, в 1964 году в Славянске произошло сильное наводнение из-за прорыва плотины на реке Торец. Были подтоплены и частично разрушены жильё, дороги, больше всего пострадали район Машчермета, Колонтаевки. Было подтоплено 12 предприятий, в районе поселка Коксохиммаш разрушена больница, а в районе новосодового завода — затоплен магазин № 2. Тогда из резерва Совета Министров СССР на ликвидацию последствий наводнения было выделено 600 000 рублей. Для расследования причин провалов зданий в городе работала комиссия из столицы. Было решено, что провалы в подземные пустоты образовались из-за трещин в земной коре, образовавшихся в результате колебаний от прохождения поездов. Трещины же связывали с возникновением полостей, возникших в результате отбора рапы, а также с наличием под городом подземной реки и озера. Поэтому, в 1964 году было решено прекратить железнодорожное сообщение к северу от станции Славянск-Ветка. Сразу же был сокращён маршрут пригородного поезда до этой станции, а железнодорожные пути от Славянск-Ветки до Соль-Заводов и Рапной оказались заброшенными и частично демонтированными. Территорию станции Славянск-Ветка намного уменьшили, а соответствующая промзона в районе автовокзала (толевый завод) была ликвидирована и на её месте разбит сквер. Хотя формально Славянск-Ветка существует и сейчас и даже внесена в базу данных железной дороги.
В начале 1966 исполкомом Донецкого областного совета было принято решение о сносе линии от станции Славянск-Ветка до станции соледобывающего завода. К этому времени уже было автобусное сообщение с городом и станцией Славянск, но вместо ветки на будущее запланировали сооружение троллейбусной линии. К 1970 году к северу от станции Славянск-Ветка прекратилась грузовая работа. До 1971 года Ветка существовала в виде паровоза и трех вагонов, после Ветка ходила всего два раза в год — 1 мая и 7 ноября — доставляла жителей к проведению парадов на главной площади города. Железная дорога организовывала подачу спецсоставов на Городскую, которые являлись секциями обычного электропоезда Ср-3 под тягой тепловоза ЧМЭ3 .

## Пассажирское сообщение

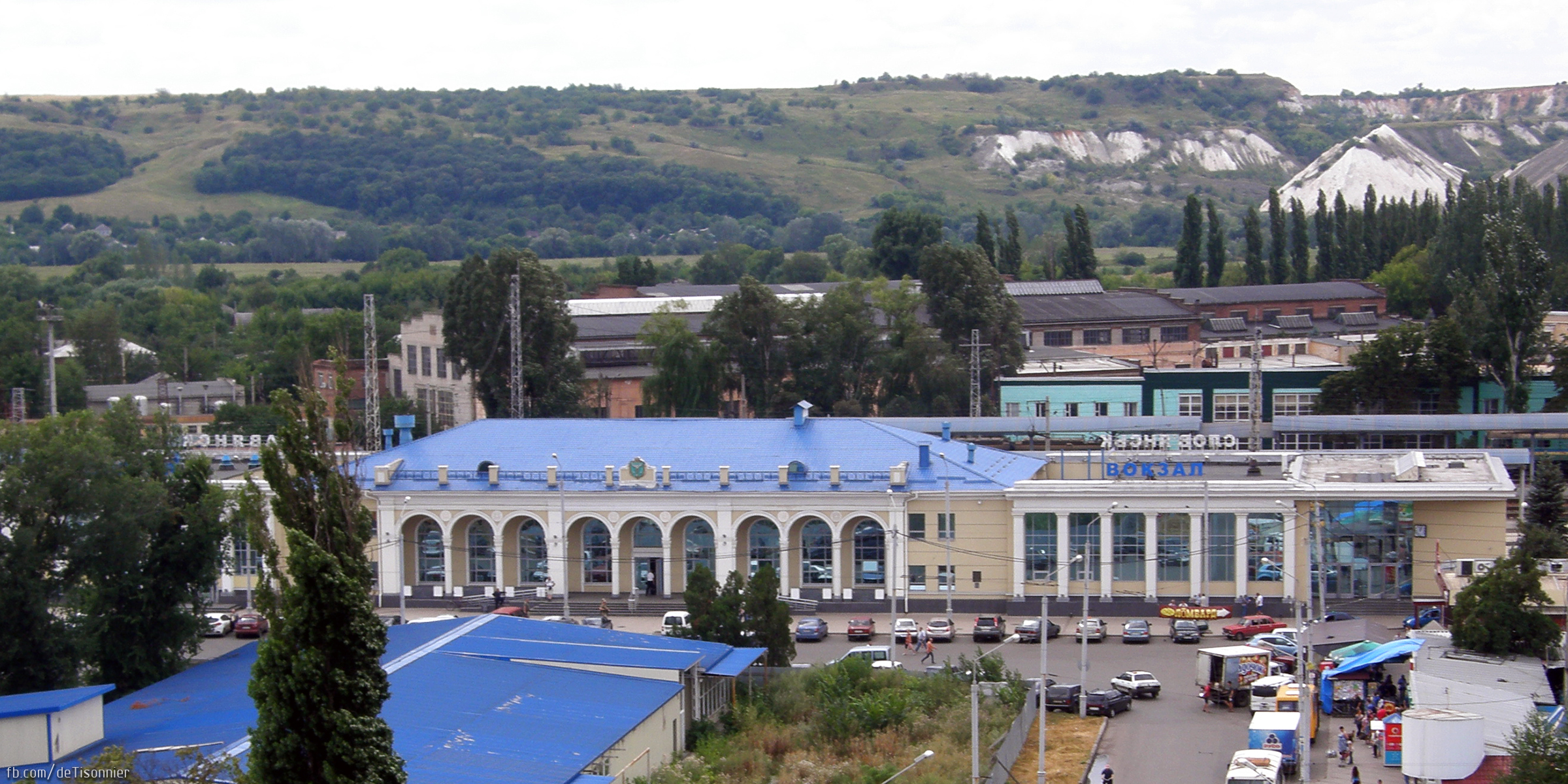
Железнодорожный вокзал города Славянска

На станции Славянск останавливаются пассажирские и пригородные поезда.
С 26 марта 2017 года «Укрзализныця» назначила новый пригородный электропоезд сообщением Славянск — Покровск, следующий через станции Дубово, Лозовая, Павлоград I, Павлоград II, Петропавловка, соединяющий Донецкую, Харьковскую и Днепропетровскую области.

## Галерея

Вокзал станции Славянск
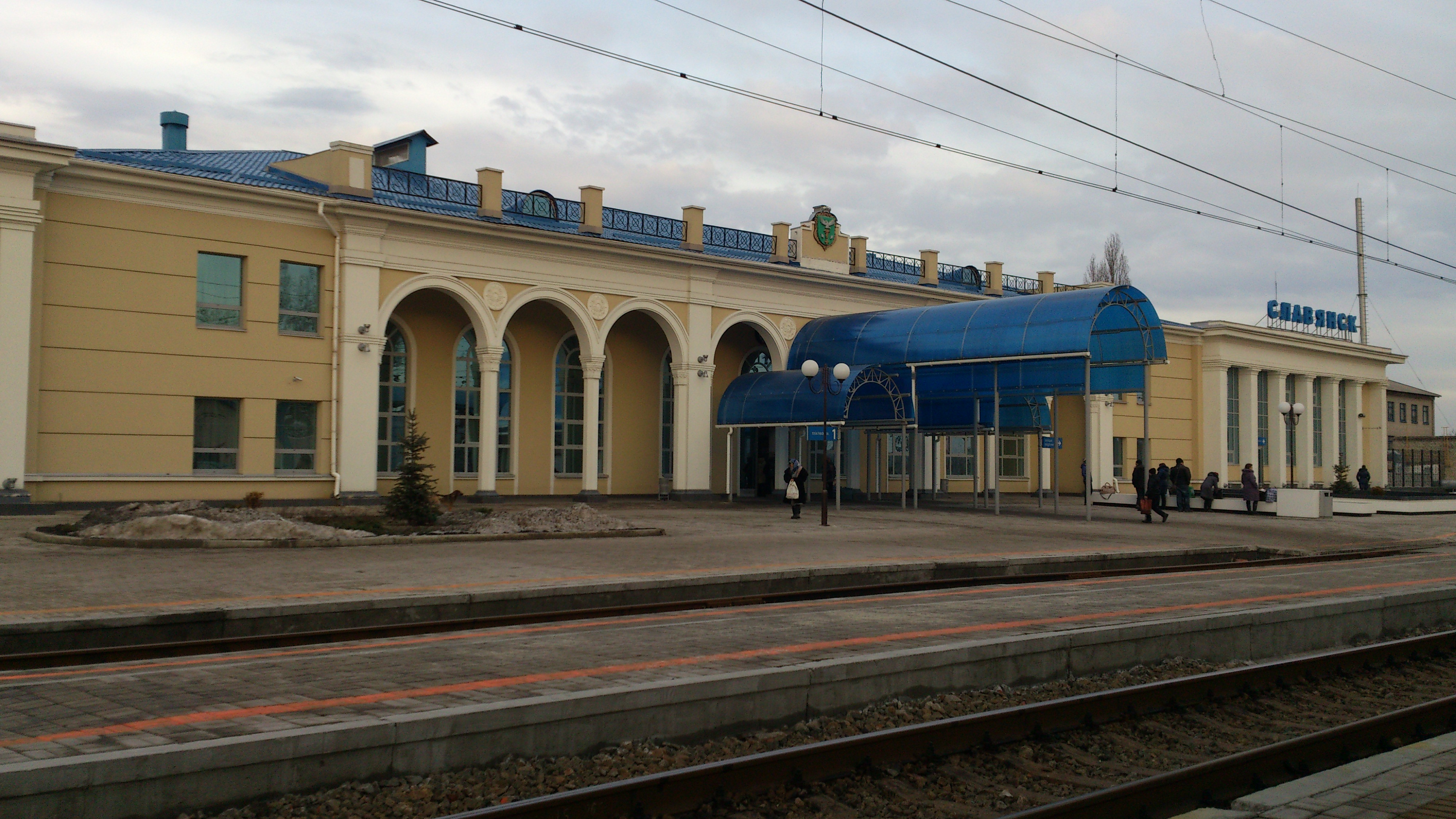
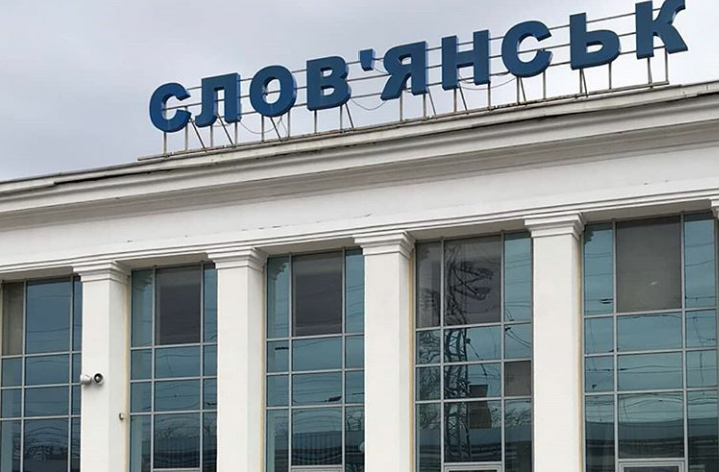
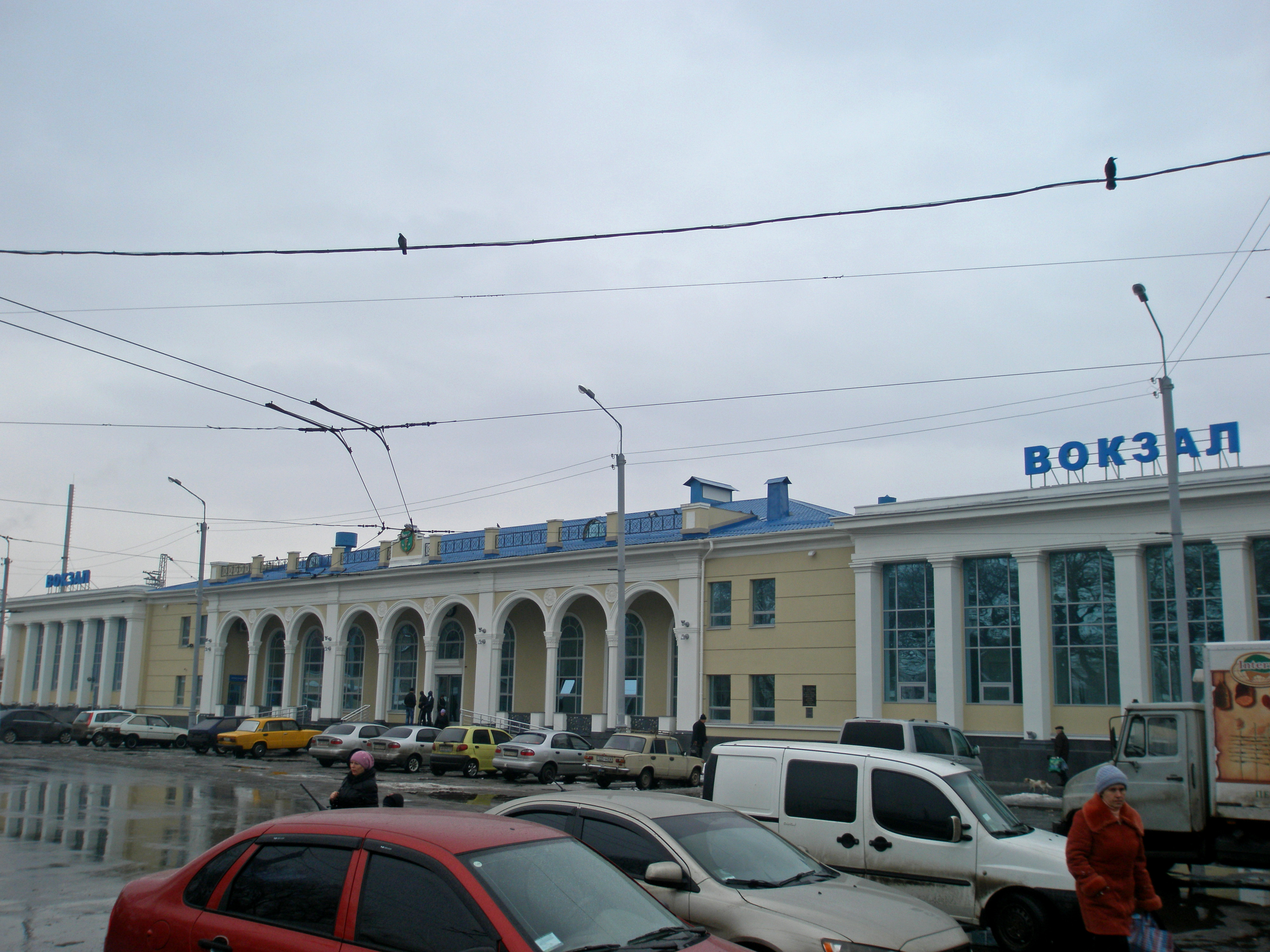
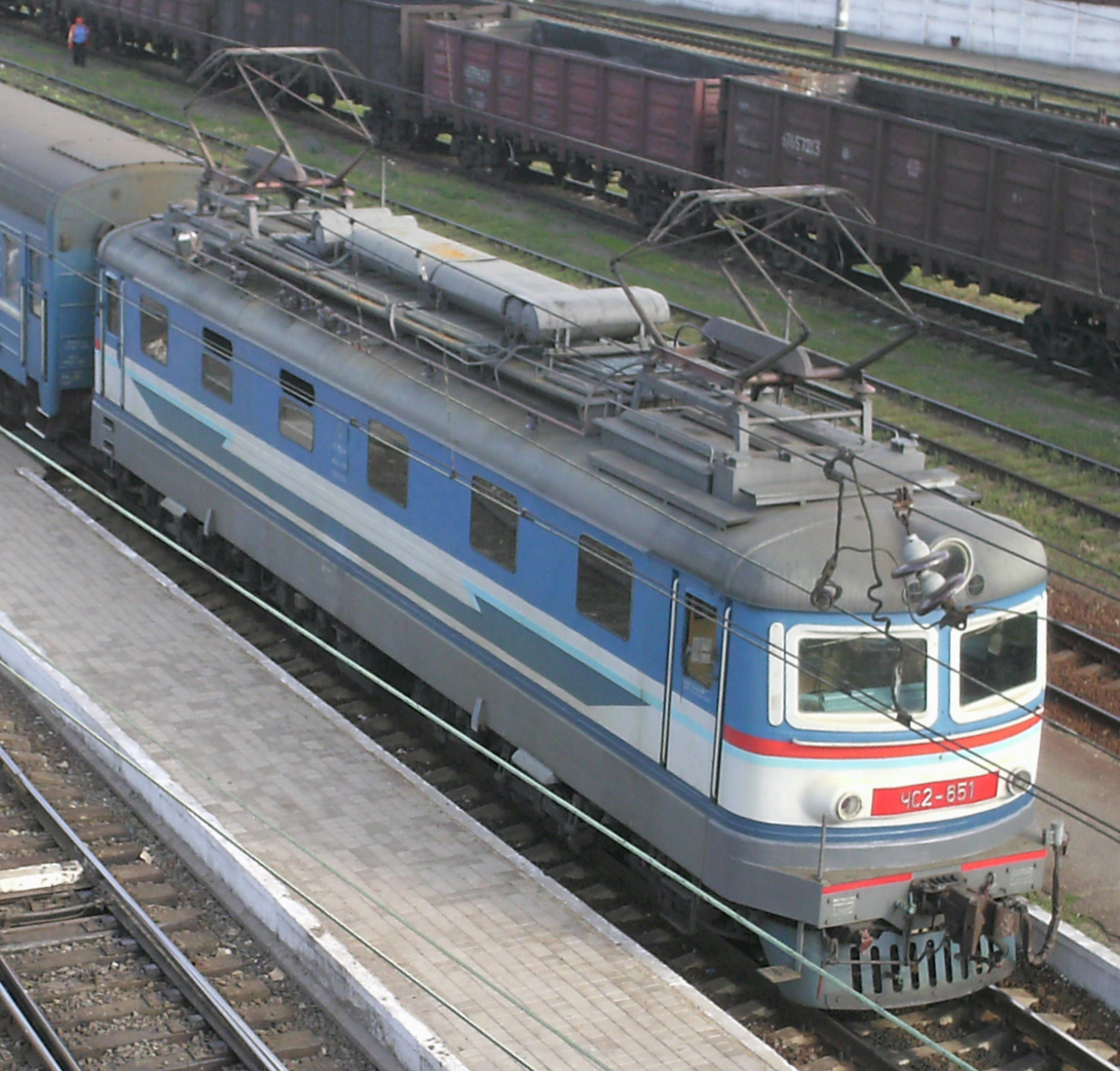